# Gilia yorkii
Gilia yorkii är en blågullsväxtart som beskrevs av J.R. Shevock och A.G. Day. Gilia yorkii ingår i släktet gilior, och familjen blågullsväxter. Inga underarter finns listade i Catalogue of Life.